# Beaumont (Texas)
Pour les articles homonymes, voir Beaumont.
Beaumont (/ˈboʊ.mɑnt/) est une ville des États-Unis, située à quelques kilomètres au nord du lac Sabine et du golfe du Mexique, dans l’État du Texas. Sa population est de 118 296 habitants dans la ville et de 383 443 habitants dans l'aire urbaine de Beaumont-Port Arthur (2005). Avec Port Arthur et Orange, ils forment le triangle d'or, un secteur industriel important dans le golfe du Mexique.

## Histoire
Les Acadiens de Louisiane ont été parmi les premiers occupants du site actuel de Beaumont, au début du XIXe siècle. En 1835, la ville de Beaumont a été appelée ainsi par Henry Millard (en) du nom de jeune fille de son épouse décédée, Mary Dewburleigh Barlace Warren Beaumont. 
C’est la mise au jour, en 1901, d’une importante source de pétrole à proximité du gisement de Spindletop qui a déclenché et permis l’expansion de Beaumont, devenue l’un des fleurons de l’industrie pétrolière américaine. Avec la découverte du gisement pétrolier de Spindletop, la population est passée de 3 296 habitants en 1890 à 9 427 en 1900.
Une importante émeute raciale a eu lieu à Beaumont en juin 1943 après qu'une femme blanche a prétendu avoir été violée par un homme noir.
En 2005, Beaumont et ses abords ont subi des dommages de l'ouragan Rita. Une évacuation a été imposée à ses résidents pendant environ deux semaines.

## Démographie
| Groupe                           | Beaumont | Texas | États-Unis |
| -------------------------------- | -------- | ----- | ---------- |
| Afro-Américains                  | 47,3     | 11,9  | 12,6       |
| Blancs                           | 39,8     | 70,4  | 72,4       |
| Autres                           | 7,1      | 10,6  | 6,4        |
| Asiatiques                       | 3,3      | 3,8   | 4,8        |
| Métis                            | 2,0      | 2,7   | 2,9        |
| Amérindiens                      | 0,6      | 0,7   | 0,9        |
| Total                            | 100      | 100   | 100        |
|                                  |          |       |            |
| Hispaniques et Latino-Américains | 13,4     | 37,6  | 16,7       |

Selon l'American Community Survey, pour la période 2011-2015, 82,30 % de la population âgée de plus de 5 ans déclare parler l'anglais à la maison, 13,30 % déclare parler l'espagnol, 0,92 % le vietnamien, 0,59 % le français et 2,89 % une autre langue.
Le revenu par habitant était en moyenne de 25 358 dollars par an entre 2012 et 2016, légèrement inférieur à la moyenne du Texas (27 828 dollars) et à la moyenne nationale (29 829 dollars). Sur cette même période, 20,8 % des habitants de Beaumont vivaient sous le seuil de pauvreté (contre 15,6 % dans l'État et 12,7 % à l'échelle des États-Unis).

## Économie
L’économie de la ville repose principalement sur ses activités pétrolières : Beaumont est en effet le deuxième port (intérieur) pétrolier du Texas après Houston et l’un des principaux centres pétrochimiques du pays. L'industrie pétrochimique constitue l’essentiel du secteur et des ressources économiques de cette ville fortement industrialisée.
Les 10 plus gros employeurs de Beaumont sont[Quand ?] :
- Beaumont Independent School District Education - 2 840
- Christus St. Elizabeth Hospital Health care - 2 500
- Memorial Hermann Baptist Hospital Hospital - 2 250
- ExxonMobil Petrochemical manufacturing - 2 150
- Westvaco Paper mill - 1 690
- United States Postal Service Encoding Center - 1 686
- E.I. du Pont de Nemours and Company Petrochemical manufacturing - 1 450
- City of Beaumont Government - 1 450
- Université Lamar - 1 200
- Huntsman Corporation Petrochemical manufacturing - 1 038

Beaumont possède deux aéroports : le Beaumont Municipal Airport (code AITA : BMT) et le Jefferson County Airport commun avec la ville de Port Arthur (code AITA : BPT).
Une flotte de navires de transport de l'US Navy placée en réserve, la Beaumont Reserve Fleet, est stationnée dans cette ville.
Beaumont accueille également sur son territoire, à une quinzaine de kilomètres au sud de la ville, un complexe correctionnel fédéral qui comprend : 
- une institution correctionnelle fédérale ;
- un pénitencier fédéral.

## Éducation
Beaumont est desservi par le Beaumont Independent School District.
Écoles secondaires publiques
- Westbrook (Bruins)
- Central (Jaguars)
- Ozen (Panthers)

Écoles secondaires privées
- Monsignor Kelly Catholic
- Cathedral Christian

Universités
- Université Lamar
- Institut de technologie Lamar

## Évêché
- Diocèse de Beaumont
- Cathédrale Saint-Antoine de Beaumont
- Liste des évêques de Beaumont

## Personnalités liées à la ville
- L. Q. Jones (1927-2022), acteur et réalisateur américain
- Buddy Davis (1931-2020), champion olympique en saut en hauteur
- Kirk Baptiste, né le 20 juin 1962 à Beaumont et mort le 24 mars 2022 à Houston, athlète américain, vice-champion olympique du 200 mètres
- Kelly Asbury (1960-), réalisateur de films d'animation américain
- Paul Durousseau (1970-), tueur en série américain
- Kleio Valentien (1986-), acteur de films X américaine
- Patrick F. Taylor (1937-2004), milliardaire fondateur de Taylor Energy
- Robert Crippen (1937-), astronaute américain, copilote de la première mission STS-1 sur la Navette Columbia